# Echipa națională de fotbal a Macedoniei de Nord
Echipa națională de fotbal a Macedoniei de Nord este echipa națională ce reprezintă Macedonia de Nord, fiind controlată de Federația de Fotbal a Macedoniei de Nord.

## Istoria competițională

### Campionatul Mondial
- 1930 până în 1990 – a participat ca Iugoslavia
- 1994 până în 2018 – Nu s-a calificat

### Campionatul European
- 1960 până în 1992 – a participat ca Iugoslavia
- 1996 până în 2016 – Nu s-a calificat
- 2020 – Faza Grupelor

| Faza | Naționala | Scor | Adversar | Final |
| ---- | --------- | ---- | -------- | ----- |

| Grupelor | Macedonia de Nord | 1 - 3 | Austria       | Înfrângere |
| Grupelor | Macedonia de Nord | 1 - 2 | Ucraina       | Înfrângere |
| Grupelor | Macedonia de Nord | 0 - 3 | Țările de Jos | Înfrângere |

## Lotul echipe nationale
Următorii 26 de jucători au fost incluși în lotul echipei pentru a disputa Campionatul European de Fotbal 2020.
| Nr. | Poz. | Jucător                | Data nașterii (vârsta)         | Selecții | Goluri | Club             |
| --- | ---- | ---------------------- | ------------------------------ | -------- | ------ | ---------------- |
| 1   | P    | Stole Dimitrievski     | 25 decembrie 1993 (31 de ani)  | 45       | 0      | Rayo Vallecano   |
| 12  | P    | Risto Jankov           | 5 septembrie 1998 (26 de ani)  | 0        | 0      | Rabotnichki      |
| 22  | P    | Damjan Shishkovski     | 18 martie 1995 (30 de ani)     | 6        | 0      | Doxa             |
|     |      |                        |                                |          |        |                  |
| 2   | F    | Egzon Bejtulai         | 7 ianuarie 1994 (31 de ani)    | 22       | 0      | Shkëndija        |
| 3   | F    | Gjoko Zajkov           | 10 februarie 1995 (30 de ani)  | 17       | 1      | Charleroi        |
| 4   | F    | Kire Ristevski         | 22 octombrie 1990 (34 de ani)  | 48       | 0      | AEL              |
| 6   | F    | Visar Musliu           | 13 noiembrie 1994 (30 de ani)  | 33       | 1      | Fehérvár         |
| 8   | F    | Ezgjan Alioski         | 12 februarie 1992 (33 de ani)  | 46       | 9      | Leeds United     |
| 13  | F    | Stefan Ristovski       | 12 februarie 1992 (33 de ani)  | 67       | 2      | Dinamo Zagreb    |
| 14  | F    | Darko Velkovski        | 21 iunie 1995 (29 de ani)      | 30       | 1      | Rijeka           |
|     |      |                        |                                |          |        |                  |
| 5   | M    | Arijan Ademi           | 29 mai 1991 (33 de ani)        | 23       | 4      | Dinamo Zagreb    |
| 11  | M    | Ferhan Hasani          | 18 iunie 1990 (34 de ani)      | 41       | 2      | Partizani        |
| 15  | M    | Tihomir Kostadinov     | 4 martie 1996 (29 de ani)      | 11       | 0      | Ružomberok       |
| 16  | M    | Boban Nikolov          | 28 iulie 1994 (30 de ani)      | 36       | 2      | Lecce            |
| 17  | M    | Enis Bardhi            | 2 iulie 1995 (29 de ani)       | 36       | 6      | Levante          |
| 20  | M    | Stefan Spirovski       | 23 august 1990 (34 de ani)     | 41       | 1      | AEK              |
| 21  | M    | Elif Elmas             | 24 septembrie 1999 (25 de ani) | 29       | 7      | Napoli           |
| 23  | M    | Marjan Radeski         | 10 februarie 1995 (30 de ani)  | 17       | 1      | Akademija Pandev |
| 24  | M    | Daniel Avramovski      | 20 februarie 1995 (30 de ani)  | 7        | 0      | Kayserispor      |
| 25  | M    | Darko Churlinov        | 11 iulie 2000 (24 de ani)      | 4        | 1      | VfB Stuttgart    |
|     |      |                        |                                |          |        |                  |
| 7   | A    | Ivan Trichkovski       | 18 aprilie 1987 (37 de ani)    | 66       | 7      | AEK              |
| 9   | A    | Aleksandar Trajkovski  | 5 septembrie 1992 (32 de ani)  | 67       | 18     | Mallorca         |
| 10  | A    | Goran Pandev (captain) | 27 iulie 1983 (41 de ani)      | 121      | 38     | Genoa            |
| 18  | A    | Vlatko Stojanovski     | 23 aprilie 1997 (27 de ani)    | 8        | 2      | Chambly          |
| 19  | A    | Krste Velkoski         | 20 februarie 1988 (37 de ani)  | 15       | 0      | Sarajevo         |
| 26  | A    | Milan Ristovski        | 8 aprilie 1998 (26 de ani)     | 2        | 1      | Spartak Trnava   |

## Statistici

### Selecții
| #  | Nume               | Carieră     | Selecții |
| -- | ------------------ | ----------- | -------- |
| 1  | Goce Sedloski      | 1996 –      | 98       |
| 2  | Artim Sakiri       | 1996 – 2009 | 75       |
| 3  | Goran Pandev       | 2001 –      | 71       |
| 4  | Velice Sumulikoski | 2002 –      | 63       |
| 5  | Igor Mitriski      | 2001 –      | 60       |
| 6  | Petar Milosevski   | 1998 –      | 59       |
| 7  | Vlatko Grozdanoski | 2001 –      | 48       |
| 8  | Gjorgji Hristov    | 1995 – 2003 | 47       |
| 9  | Goran Maznov       | 2001 –      | 44       |
| 10 | Toni Micevski      | 1993 – 2001 | 42       |

### Golgheteri
| # | Nume             | Carieră     | Goluri |
| - | ---------------- | ----------- | ------ |
| 1 | Goran Pandev     | 2001 –      | 56     |
| 2 | Gjorgji Hristov  | 1995 – 2003 | 17     |
| 3 | Artim Sakiri     | 1996 – 2007 | 15     |
| 4 | Goran Maznov     | 2001 –      | 10     |
| 5 | Saša Ćirić       | 1996 – 2003 | 8      |
| 6 | Goce Sedloski    | 1996 –      | 8      |
| 7 | Ilco Naumoski    | 2003 –      | 6      |
| 8 | Zoran Boskovski  | 1993 – 1998 | 5      |
| 8 | Mitko Stojkovski | 1994 – 2002 | 5      |
| 9 | Aco Stojkov      | 2002 –      | 5      |